# سیارک ۳۴۷۱۶
سیارک ۳۴۷۱۶ (به انگلیسی: 34716 Guzzo، نامگذاری:2001PC14) سی و چهار هزار و هفتصد و شانزدهمین سیارک کشف شده‌است که در ۱۴ اوت ۲۰۰۱ کشف شد.